# Temnaspis crassum
Dianajonesia crassum är en kräftdjursart som först beskrevs av Darwin 1852.  Dianajonesia crassum ingår i släktet Dianajonesia och familjen Poecilasmatidae. Inga underarter finns listade i Catalogue of Life.